# Sigismund Báthory

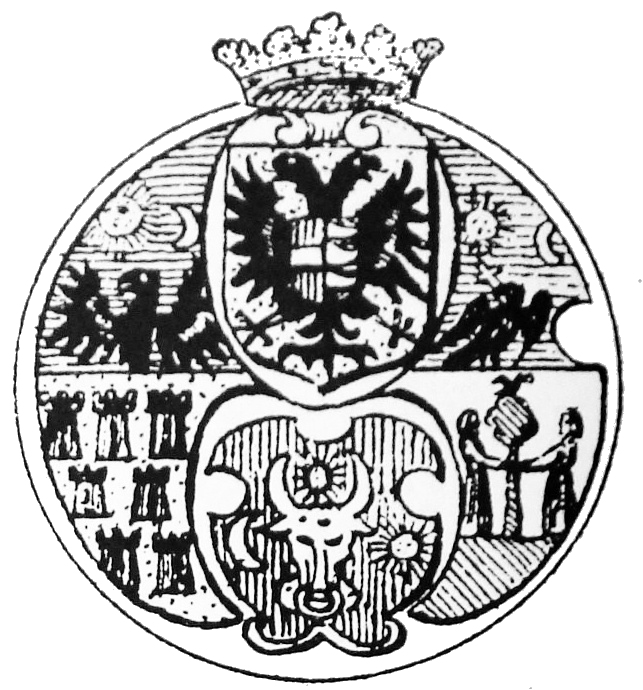
Blazonul lui Sigismund Báthory, cu semnele heraldice combinate ale Transilvaniei, Moldovei și Țării Românești (1597)

Sigismund Báthory (în maghiară Báthory Zsigmond; n. 20 martie 1572, Oradea, Principatul Transilvaniei – d. 27 martie 1613, Praga, Sfântul Imperiu Roman) a fost un principe al Ardealului, fiul lui Cristofor Báthory și al Elisabetei Bocskai. A avut o încercare de realizare a primei uniri a Transilvaniei cu Țara Românească și cu Moldova, așa numitul „plan dacic”.

## Biografie
Încercarea lui Sigismund Báthory, Principe al Transilvaniei,  de a-și impune stăpânirea peste Carpați a fost socotită la vremea respectivă o tentativă de refacere a Daciei. Istoricul Constantin Rezachevici comentează acest aspect:
„Baza juridică a pretențiilor lui Sigismund Báthory asupra Țării Românești și Moldovei se află în tratatul încheiat de acesta cu împăratul Rudolf al II-lea, în ianuarie 1595, la curtea imperială din Praga, care, la cererea sa, le includea și pe acestea. Prin acest act Sigismund era recunoscut ca principe liber, iar Transilvania era ridicată de la rangul de voievodat la cel de principat. Era, însă,  doar o victorie parțială, astfel că Sigismund a ratificat tratatul abia în iulie 1595. Coroana ungară, râvnită de el, a rămas împăratului, iar tratatul prevedea că toate teritoriile dobândite de Principe cu forțe proprii de la turci, aici fiind incluse Țara Românească și Moldova, deveneau vasale lui Rudolf al II-lea, ca rege al Ungariei. Împăratul nu-i aprobase, așadar, cererea de a fi nu doar principe al Transilvaniei, ci «și al ambelor Dacii» (et utriusque Daciae)”.
Blazonul (și implicit sigiliul) lui Sigismund Báthory nu reprezintă prima utilizare a semnelor heraldice combinate ale celor 3 țări din spațiul actual românesc, ci se înscrie ca fiind doar una dintr-o serie mai lungă de apariții ale acestei reprezentări, inițiată în 1580 de tatal său, Cristofor Báthory, ceea ce denotă în principal o acțiune comună în plan diplomatic a celor 3 principate românești.
A fost numit, încă minor fiind, principe al Transilvaniei în mai 1581 de către Dieta Transilvaniei de la Cluj. Acest drept l-a exercitat doar din 1588, când principele de 15 ani a fost majorat de către Dieta de la Mediaș. La aceeași Dietă Națională, Cristofor Báthory i-a expulzat pe iezuiți din Ardeal.
În 1593, sultanul Murad al III-lea nu a respectat pactul de pace de la Adrianopol (azi Edirne), a declarat război Habsburgilor și astfel a început Războiul de 15 ani. Sultanul l-a somat pe Sigismund să se alăture armatei otomane, însă acesta s-a alăturat Ligii Sfinte (la recomandările consilierului său secret, iezuitul spaniol Alphonso Carillo), ceea ce stările transilvănene nu au acceptat. În urma acestor neînțelegeri, Sigismund a renunțat la principat în favoarea vărului său Andrei Báthory. Când unchiul său, căpitanul de Oradea, Ștefan Bocskai, l-a asigurat de sprijinul său, Sigismund a reluat principatul și a decapitat, la Cluj, căpeteniile care simpatizau cu turcii (Alexandru Kendi, Kovasoczi Farkas și Baltazar Báthory).
În 1595 s-a aliat cu împăratul Rudolf al II-lea și a fost numit principe imperial. S-a căsătorit cu Maria Cristina de Habsburg, fiica ducelui Carol Habsburg, o nepoată a regelui Rudolf al II-lea, pe 6 august 1595. Mariajul nu a fost consumat niciodată: noaptea nunții a fost dezastruoasă, iar Sigismund a refuzat să consume căsătoria și și-a trimis soția la fortăreața Kővar (Cetatea Chioarului), unde a fost ținută până în anul 1598. Sigismund a acuzat-o pe Margaret Majláth (o mătușă a vărului său, executat și el, Balthasar Báthory) de vrăjitorie, dând pe aceasta vina pentru impotența sa.
Și-a atras secuii de partea sa, cărora le-a promis privilegii.

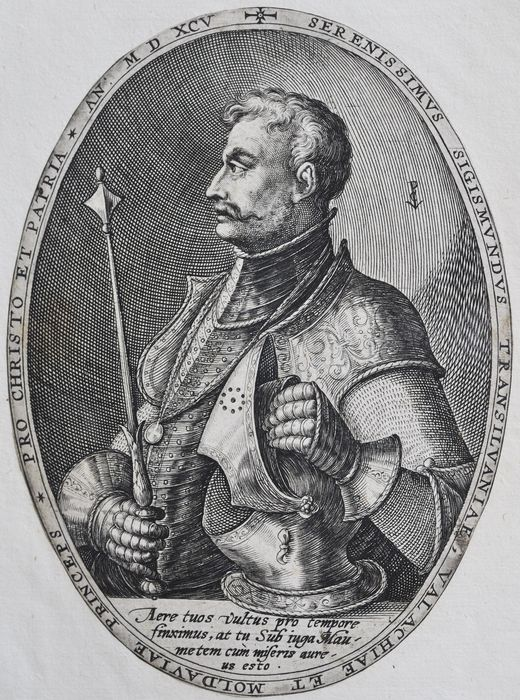
Sigismund Báthory folosind titlul de Principe al Transilvaniei, Valahiei și Moldovei într-o gravură din 1595.

Sigismund a încercat să-și extindă autoritatea asupra Moldovei și Țării Românești. Ca să facă față confruntărilor cu turcii, Mihai Viteazul a căutat să întărească alianța cu principele Transilvaniei, Sigismund Bathory. La sfârșitul lui aprilie 1595 mitropolitul Eftimie, episcopii Luca de Buzău și Teofil de Râmnic împreună cu 12 boieri, reprezentând „treptele mari și mici al țării”, au primit instrucțiuni precise de la Mihai pentru încheierea unui tratat de alianță cu principele Transilvaniei, în așa fel încât „Mihai Vodă să fie ascultător de Batîr Jicmon, iar de țară să n-aibă scădere, ci să și-o ție deplin și să se ajute unii pe alții, cum le-a fost jurământul dintâi.” Delegația munteană a plecat dinspre Târgoviște spre Alba-Iulia pe 1 mai 1595. Pe 12 mai au început tratativele cu reprezentanții lui Bathory. La 20 mai au încheiat nu un simplu act de alianță - cum voise domnul Țării Românești - ci un act de vasalitate pentru Mihai Viteazul, care devenea un aliat vasal al lui Sigismund Bathory în Țara Românească, cu o autoritate scăzută și față de marii boieri ai țării, de al căror sfat trebuia să țină seama în toate actele de guvernare. Bathory se intitula: „prin grația lui Dumnezeu, principe al Transilvaniei, Moldovei, Valahiei Transalpine și al Sfântului Imperiu Roman, domn al părților regatului Ungariei și comite al secuilor etc.”. Mihai Viteazul nu mai putea folosi în titlul său „prin grația lui Dumnezeu” și nici să numească țara „a mea”. Tratatul, prin clauzele lui constituia o victorie pentru Sigismund Bathory și marea boierime munteană. Erau sacrificate autonomia statului și autoritatea instituției domnești.
Un tratat similar cu cel al Valahiei semnau la Alba-Iulia, pe 3 iunie 1595, și reprezentanții marii boierimi din Moldova.
De facto tratatele semnate nu avut efect. De jure efectele sunt cel puțin discutabile. După acestea, la 20 octombrie 1595, alături de Mihai Viteazul, a învins oastea otomană în Bătălia de la Giurgiu.
Dieta a retras însă privilegiile promise de Sigismund secuilor de rând, iar revolta lor, „Carnavalul însângerat”, a fost înăbușită de trupele lui Ștefan Bocskai.
În 1596 cursul războiului s-a schimbat și la 26 octombrie oastea creștină a fost înfrântă de turci în Bătălia de la Keresztes. Din cauza eșecurilor militare și din viața personală, cu o încredere în sine scazuta, Sigismund a abdicat pentru a doua oară, și a plecat la Praga pentru scaunul principiar al Principatelor Oppeln și Ratibor, cedând Ardealul soției sale.
În 1598 s-a întors pe neașteptate, ocupând tronul Ardealului, iar după un an a renunțat din nou, la Mediaș, în favoarea vărului său, cardinalul Andrei Báthory.
„Nu trecură însă alte câteva luni și Sigismund, dovedind încă odată cât era de schimbăcios și de ușuratec - bine spunea despre el Mihai Viteazul că "nu știe nici ce face, nici ce vrea" -, părăsi pentru a două oară tronul, făcând sa fie ales, în locu-i, vărul său cardinalul Andrei Bathory (Martie 1599)”, afirma Constantin N. Giurescu, în volumul Istoria Românilor (Fundația Regală pentru literatură și artă, București, 1944).
După moartea acestuia, în 1601 la Cluj s-a reales din nou Principe al Ardealului. După ce a fost învins la Guruslău de oastea imperială (formată din trupele lui Basta și Mihai Viteazul), el a fugit în Moldova, iar comandantul său de oști, Moise Székely, în Turcia. În 1602, după ce adepții săi au fost învinși în bătălia de la Teiuș de trupele lui Basta, a renunțat pentru a patra și ultima dată la principat și s-a retras în Boemia.
A murit la Praga, la 27 martie 1613.
De patru ori principe al Transilvaniei (mai 1581 - 1597;  august 1598 - martie 1599; februarie - august 1601; 1602), Sigismund Bathory este unul dintre personajele cele mai controversate ale istoriei Principatelor. „În mare parte, această controversă se datorează și faptului că a abdicat de trei ori la rând, număr neobișnuit de mare pentru un monarh fără prea mari realizări în vreunul din acele planuri care pot revoluționa și prin acestea să fi fost pus în acele situații,  încât pentru a putea salva sau realiza ceva, să aleagă calea exilului și renunțarea la putere. Aceasta cu atât mai mult cu cât politica sa externă era în deplină concordanță cu cea a habsburgilor”, se arată în studiul „Prima abdicare a lui Sigismund Bathory, comentarii pe baza unei note informative”, postat pe pagina Institutului de Memorie Culturală.
Autorii contemporani principelui transilvănean i-au pus deciziile de a părăsi tronul pe seama slăbiciunilor sale. „Cheia pentru [a înțelege] modul său de acțiune ar putea fi găsită mai cu seamă în slăbiciunea sa morală și în lipsa lui de caracter. În această privință Sigismund era un produs trist și un exemplu respingător al artei pedagogice iezuite. Plin de cunoștințe și nu lipsit de însușiri, firii sale îi lipsea în întregime armonia interioară. La fel ca și în viața publică, el era în cea privată ezitant și capricios. La aceasta a putut contribui, nu în mică măsură anturajul său”.

## Galerie imagini

Blazonul nobiliar al familiei Báthory
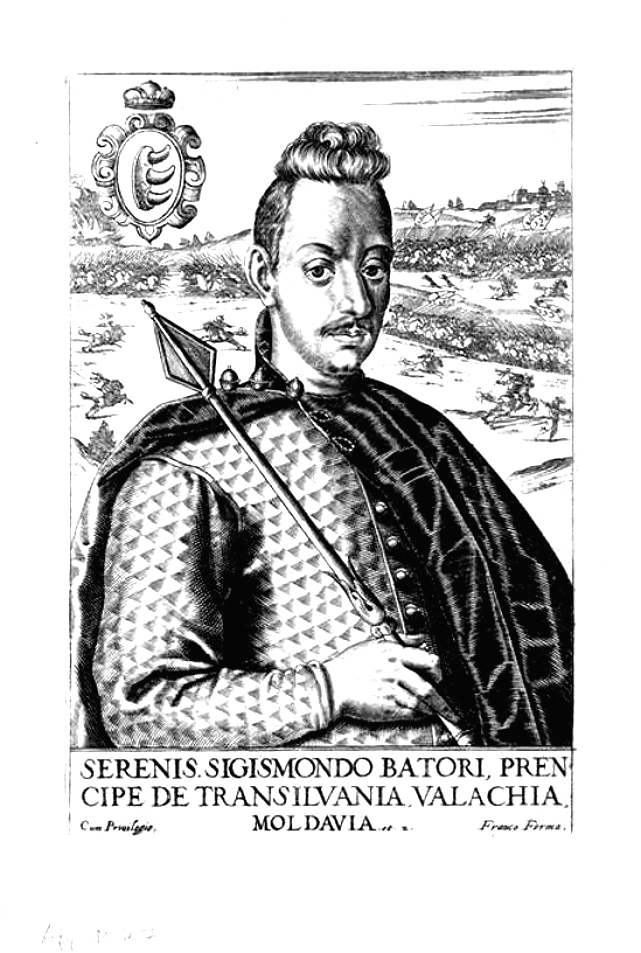
Sigismund Báthory
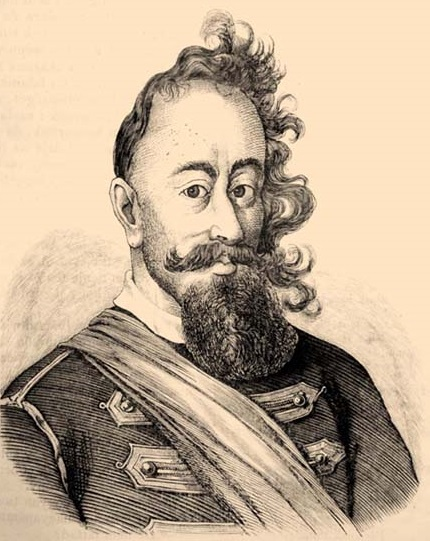
Sigismund Báthory